# 駒木根氏
駒木根氏（こまきねし）は、日本の氏族のひとつ。

## 岩城氏流の駒木根氏
岩城氏庶流で、駒木根姓は陸奥国南部・上遠野地方の生駒、木戸、根岸の三箇郷を所領としたことに由来しているという。茨城県鉾田市には地名として存在している。江戸時代前期に開かれた駒木根新田を元に駒木根村が成立し現地には駒木根神社が鎮座しているが、地名の由来など詳しいことはわかっていない。なお『寛政重修諸家譜』では近江国を拠点とする氏族と述べている。

## 大友氏流の駒木根氏
『立花系図』によると、大友氏庶流の戸次貞世の子孫であり、但馬守親就が駒木根と号したとされる。上記の平姓駒木根氏との関係は不明。子孫は江戸幕府に仕え、『寛政重修諸家譜』にもこの氏が見える。